# Claude Meier
Claude Meier (* 18. Mai 1964), heimatberechtigt in Bülach, ist ein Schweizer Berufsoffizier (Divisionär).

## Militärische Funktionen
- 1985 Eintritt als Berufsmilitärpilot in das Überwachungsgeschwader der Luftwaffe. Als Pilot und Fluglehrer wurde er in den neunziger Jahren unter anderem im Projektteam Einführung Jetschulflugzeug BAE Hawk tätig und war Luftkampffluglehrer auf der F-5 Tiger[1]
- 1992 Hauptmann, Pilot im Überwachungsgeschwader
- 1996 Gruppe Einführung F/A-18, Umschulung bei der US Navy in Cecil Field (Florida)
- 1998 Leader des PC-7 Team
- 2000–2002 Major im Generalstab, Kommandant der Fliegerstaffel 17
- 2003 Langzeitabkommandierung am Collège Interarmées de Défense in Paris (seit 2011 «École militaire»)
- 2004–2005 Oberstleutnant im Generalstab, Kommandant eines Fliegergeschwaders und Chef Fachdienst Luftkampf
- 2006–2009 Chef Führungs-/Stabsausbildung Luftwaffe (A7)
- 2009 Leiter Bereich Doktrinforschung und -entwicklung
- 2010 Oberst im Generalstab, Chef Einsatz Luftverteidigung
- 2012 Chef A3/5, Unterstabschef Operationen und Planung[2]
- 2013 hat er berufsbegleitend den Master of Advanced Studies in Security Policy and Crisis Management an der ETH Zürich erfolgreich abgeschlossen[1]
- 2016 Divisionär, Chef Armeestab,[1] Vorsitzender der Expertengruppe für die Beschaffung neuer Kampfflugzeuge[3][4]
- 2021 Höherer Stabsoffizier am Genfer Zentrum für Sicherheitspolitik
- 2024 Meier ging per Ende August vorzeitig in die Pension.[5]

## Privates
Meier ist mit Anne Meier-Duttweiler verheiratet. Er wohnt in Carrouge VD.